# Gaidropsarus mauritanicus
Gaidropsarus mauritanicus — вид тріскоподібних риб родини миневих (Lotidae). Описаний у 2024 році.

## Поширення
Вид зустрічається на сході Атлантики. Типовий зразок взято з підводного каньйону Танудерт (приблизно 20° пн. ш.) біля узбережжя Мавританії на глибині 595 м. Також вид спостерігався під час восьми занурень на дистанційно керованому транспортному засобі (ROV) вздовж мавританського схилу на південь до комплексу коралових курганів Тігуент (~17° пн.ш.) у батиметричному діапазоні між 613 і 416 м.

## Опис
Дрібна рибка завдовжки до 7,3 см. Забарвлення тіла рожеве з темно-коричневим на спині та яскравими плямами вздовж основи спинного плавця.

## Спосіб життя
Риби зазвичай спостерігаються, відпочиваючи на дні, пов'язані з живим або мертвим кораловим каркасом або частинами каркаса (всередині, під чи поруч); за відсутності каркаса, поруч із більшими захисними конструкціями, такими як виступи твердого ґрунту. У разі загрози (наприклад, наближення ROV) вони намагалися сховатися в захисних спорудах або під ними. Спостережуване плавання відбувалося у швидкому темпі на мінімальній висоті над дном та вздовж захисних споруд.